# Сапропеліт
Сапропеліт, сапропелеве вугілля — один з каустобіолітів, різновид вугілля викопного.
Виділяють гумоліти (вугілля кам'яне, вугілля буре та антрацити), сапропеліти й сапрогумоліти.
Макроскопічно сапропелеве вугілля істотно відрізняється від гумусного відсутністю шаруватості. Іншими характерними особливостями сапропелевого вугілля є однорідний склад і дуже висока міцність. Це вугілля настільки міцне і тверде, що вже за доісторичних часів його використали для виготовлення браслетів. Сапропелеве вугілля низького ступеня метаморфізму в хімічному відношенні відрізняється високим вмістом водню і високим виходом летких речовин з відповідно високим виходом газу і смоли. Сапропелеве вугілля розділяють на кеннелі і богхеди з перехідними типами між ними.
Колір червоний і бурий. За складом, ступенем розкладу і перетворення початкового матеріалу виділяють класи: власне С. і гуміто-С. Власне С. складені в осн. альгінітом. Осн. літотип — богхед. Гуміто-С. — перехідні відміни між власне С. і сапрогумолітами, складені мікрокомпонентами груп альгініту (20-50 %), лейптиніту (до 20 %) і вітриніту (до 75 %). За відмінностями в складі виділяють кеннелі, богхеди, кеннель-богхеди, богхед-кеннелі та ін. різновиди (кас'яніт-богхеди, черемхіти тощо). Макроскопічно матові і напівматові, темно-коричневого і сірувато-чорного кольору, однорідні і масивні, міцні і в'язкі. Вихід летких речовин 55-70(90)%. Первинного дьогтю — до 50 %. С. складає малопотужні прошарки (лінзи) в пластах (покладах) гумолітів, що зазнали буровугільної або початкового етапу кам.-вуг. стадії метаморфізму. На території України є у Донецькому і Львівсько-Волинському басейнах. Використовують для грязелікування і як паливо. Сировина для одержання рідкого палива.